# Aglish
Aglish är en ort i republiken Irland.   Den ligger i grevskapet Waterford och provinsen Munster, i den södra delen av landet. Aglish ligger 23 meter över havet och antalet invånare är 343.
Terrängen runt Aglish är varierad. Trakten runt Aglish består i huvudsak av jordbruksmark.